# 피스톤

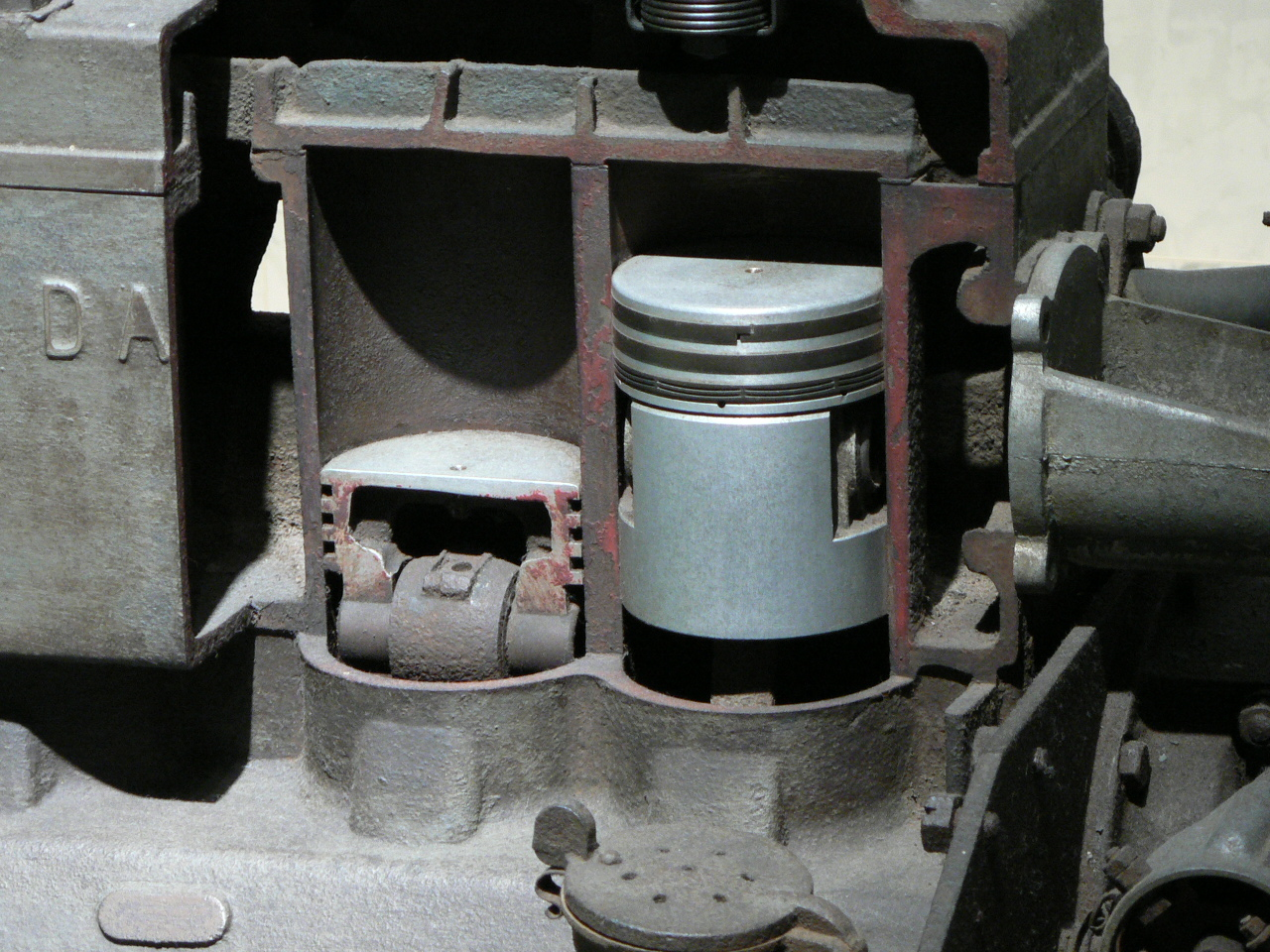
단면 가솔린 기관 내 피스톤

피스톤 시스템의 애니메이션

피스톤(piston)은 꼭 맞는 텅 빈 실린더에서 압력을 받으면 앞뒤로 움직일 수 있게 만들어진 속까지 굳은 실린더로 증기기관 등의 실린더 속에서 왕복운동을 하는 원통형 부품이다.

## 피스톤 기관

### 내연 기관
이 힘은 연결봉을 통하여 크랭크 축 위에서 아래쪽으로 작용한다. 이 핀은 피스톤 내부에 장착된다. 증기 기관과 달리, (큰 2-행정 엔진을 제외하면)피스톤 로드 또는 크로스 헤드가 없다. 핀 자체는 고경도 강철이며 피스톤으로 고정하지만, 연결봉으로 자유롭게 이동할 수 있다. 약간의 디자인은 두 구성 요소로 느슨한 '충분한 부동'의 디자인을 사용한다. 모든 핀은 옆으로 이동하는 것과 상기 핀의 끝부분은 일반적으로 서클립, 실린더 벽을 파는 것을 방지해야 한다. 가스 밀봉은 피스톤 링의 사용으로 이루어진다. 이것은 단지 왕관 아래, 피스톤으로 홈에 느슨하게 장착되어 좁은 철 고리의 번호이다. 고리는 그들에게 빛을 스프링 압력으로 실린더에 누를수 있도록, 가장자리의 지점에서 분할된다. 두 종류의 고리가 사용된다. 위쪽 고리가 단단한 면을 가지고, 가스 밀봉을 제공한다. 아래쪽 고리가 기름을 긁는 도구 역할을 할 좁은 가장자리와 u자형 프로파일을 가지고 있다. 피스톤 링과 관련된 많은 특허 및 세부 설계 기능이 있다.

## 펌프
피스톤 펌프는 액체를 이동하거나 가스를 압축하는데 사용될 수 있다.

## 공기 대포
공기 대포에 사용되는 피스톤의 두가지 특별한 유형이 있다. 공차 피스톤과 이중 피스톤. 공차 피스톤으로, O고리가 밸브 역할을 하는 동안, O고리는 이중 피스톤 유형으로 사용되지 않는다.

## 같이 보기
- 공기총
- 가스 작동식
- 완충기
- 주사기
- 방켈 엔진